# Droga ekspresowa S22 (Polska)
Droga ekspresowa S22 – droga ekspresowa z Elbląga (węzeł Elbląg Wschód: droga ekspresowa S7) w kierunku Królewca poprzez otwarte 3 grudnia 2010 roku przejście graniczne Grzechotki-Mamonowo (granica państwa z Rosją – obwód królewiecki), o łącznej długości 50,6 km. Leży w całości na obszarze województwa warmińsko-mazurskiego.
Na całej swojej długości jest drogą ekspresową jednojezdniową, jednak zachowana jest rezerwa terenowa na drugą jezdnię, którą także uwzględniono przy budowie wiaduktów nad drogą.
Droga Elbląg – Królewiec (wschodni fragment tzw. Berlinki) była budowana przez Niemców od grudnia 1933 i została otwarta 12 czerwca 1937 roku jako tymczasowo jednojezdniowa autostrada. Zniszczona podczas działań wojennych w 1945 i zaniedbana w latach późniejszych. Na przełomie XX i XXI w. na śladzie nieistniejącej jezdni zbudowano nowe mosty nad Omazą, Pasłęką, Młynówką.
Na mocy rozporządzenia Rady Ministrów z dnia 5 kwietnia 1995 roku, które zaczęło obowiązywać 25 kwietnia tego samego roku, na trasę rozciągnięto w całości przepisy z ustawy o autostradach płatnych.

## Historia
Trasa S22 po raz pierwszy pojawiła się w sieci autostrad i dróg ekspresowych w październiku 1993 roku jako droga ekspresowa bez numeru, o relacji Elbląg – Grzechotki (Królewiec).
21 lutego 1996 r., na mocy rozporządzenia Rady Ministrów, otrzymała oznaczenie S50, a jej przebieg wydłużono w kierunku Tczewa, do autostrady A1. W listopadzie 2001 roku zmieniono numer na S22 i skrócono trasę do Elbląga. Oznaczenie i przebieg obowiązują w tej postaci do dzisiejszego dnia.

## Przebieg przebudowy
30 sierpnia 2005 roku otwarto bezkolizyjny węzeł Elbląg Wschód na skrzyżowaniu dróg krajowych nr 7 (obecnie S7) i 22. W 2005 GDDKiA ogłosiła przetargi na przebudowę DK22 do standardu drogi ekspresowej:
- 23 czerwca – zarządzanie i nadzór nad budową
- 4 sierpnia – odcinek II: Chruściel (węzeł Braniewo Południe) – Maciejewo (c.a. 10,4 km)
- 25 sierpnia – odcinek III: Elbląg (węzeł Elbląg Wschód) – Chruściel (węzeł Braniewo Południe) – 28,8 km
- 13 grudnia – odcinek I: Maciejewo – Grzechotki (c.a. 11,4 km)

24 kwietnia 2006 GDDKiA podpisała umowę z portugalsko-polskim konsorcjum budowlanym na wykonanie odcinka III drogi S22 – z Elbląga do Chruściela o długości 28,8 km z planowanym terminem ukończenia do maja 2008 roku.
9 sierpnia 2006 GDDKiA podpisała umowę z firmą SKANSKA na przebudowę odcinka II Maciejewo – Chruściel. Termin realizacji podpisanej umowy wynosił 13 miesięcy od daty rozpoczęcia robót.
7 listopada 2006 GDDKiA podpisała umowę z austriacko-portugalskim konsorcjum budowlanym na przebudowę odcinka I Maciejewo – Grzechotki. Termin realizacji 14 miesięcy.
31 lipca 2008 zakończono wszelkie prace budowlane, a 24 września cała droga S22 została przekazana do użytku.

## Odcinki planowane
W Narodowym Planie Rozwoju z 2005 roku pojawiła się informacja o projektowaniu drogi ekspresowej S22 na trasie Elbląg – Gorzów Wielkopolski jako uzupełnienia istniejącej sieci dróg ekspresowych oraz zrównoważenia regionalnego tej sieci. Droga ta planowana była do realizacji po 2013 roku. W takim wypadku S22 byłaby około 320 km dłuższa.